# Championnat de France de baseball Division 2 2017
Navigation
2016 2018
Le Championnat de France de baseball Division 2 2017 est la 5e édition de cette compétition qui rassemble huit équipes qui s'affrontent pour accéder à la Division 1 du baseball français.
| \| La Rochelle Chartres Nice Saint-Lô Metz Évry Toulouse \| Localisation des clubs engagés dans le championnat. |
| La Rochelle Chartres Nice Saint-Lô Metz Évry Toulouse                                                           |

## Déroulement
La saison régulière se déroule sur 12 journées, soit 24 matches par équipe. Les équipes participantes sont réparties en 2 poules. Chaque équipe affronte les autres équipes de sa poule en matchs aller-retour et en programme double, c'est-à-dire avec 2 confrontations par journée, et ce à raison de deux journées. Ainsi chaque équipe dispute 4 matchs aller et 4 matchs retour contre les autres équipes.
Les 2 premiers de chaque poule sont répartis pour disputer les 1/2 de finale, le 1er de chaque poule rencontre alors le 2e de l'autre poule, au meilleur des 5 matchs, pour l'accession à la finale. Les vainqueurs s'affrontent pour le titre dans une finale au meilleur des 5 matchs, le vainqueur est champion et disputera le barrage de montée face au perdant du play-down de la 1e division.
Pour la relégation le 3e de chaque poule rencontre le 4e de l'autre poule au meilleur des 5 matchs. Les vainqueurs se maintiennent en 2e division, alors que les perdant doivent affronter les champions de la nationale 1 dans un match de barrage pour un maintien en 2e division.

## Clubs
Clubs de l'édition 2017 :
| Équipe                    | Ville                           | Stade                   | Capacité |
| ------------------------- | ------------------------------- | ----------------------- | -------- |
| Boucaniers de La Rochelle | La Rochelle (Charente-Maritime) | Boucan' Field           |          |
| French Cubs de Chartres   | Chartres (Eure-et-Loir)         | Terrain de Gellainville |          |
| Cavigal Nice              | Nice (Alpes-Maritimes)          |                         |          |
| Équipe Fédérale           |                                 |                         |          |
| Jimmer's de Saint-Lô      | Saint-Lô (Manche)               |                         |          |
| Cometz de Metz            | Metz (Moselle)                  |                         |          |
| Pharaons d'Évry           | Évry (Essonne)                  |                         |          |
| Stade Toulousain          | Toulouse (Haute-Garonne)        | Stade Kandy-Nelson      |          |

## Saison régulière
| Résultats (▼dom., ►ext.)                                   | La Rochelle                 | Chartres                    | Saint-Lô                    | Metz                      |
| La Rochelle                                                |                             | 2 - 1 3 - 2 14 - 3 17 - 7   | 9 - 15 10 - 0 11 - 1 10 - 0 | 7 - 2 7 - 5 10 - 4 6 - 17 |
| Chartres                                                   | 11 - 4 2 - 17 4 - 7 5 - 11  |                             | 3 - 8 2 - 1 5 - 4 2 - 6     | 14 - 4 18 - 3 2 - 1 4 - 6 |
| Saint-Lô                                                   | 5 - 13 9 - 8 17 - 16 15 - 2 | 12 - 3 15 - 0 3 - 8 9 - 6   |                             | 13 - 3 - 6 - 10 16 - 2    |
| Metz                                                       | 12 - 7 1 - 6 4 - 6 15 - 2   | 20 - 2 13 - 8 12 - 11 9 - 6 | 6 - 4 3 - 7 17 - 7 3 - 6    |                           |
| - Victoire à domicile - Match nul - Victoire à l'extérieur |                             |                             |                             |                           |

| Résultats (▼dom., ►ext.)                                   | Nice                      | Équipe Fédérale            | Évry                       | Toulouse                     |
| Nice                                                       |                           | 8 - 5 9 - 3 2 - 9 7 - 12   | 7 - 4 15 - 2 9 - 0 15 - 4  | 5 - 8 8 - 9 16 - 1 8 - 12    |
| Équipe Fédérale                                            | 13 - 4 16 - 1 11-20 8 - 1 |                            | 17 - 2 13 - 3 9 - 0        | 9 - 5 7 - 6 16 - 11 12 - 11  |
| Évry                                                       | 5 - 17 2 - 9 9 - 30       | 7 - 11 0 - 9 3 - 18 8 - 21 |                            | 2 - 18 3 - 11 2 - 13 10 - 17 |
| Toulouse                                                   | 8 - 4 5 - 6 5 - 18 11-10  | 3 - 6 9 - 7 6 - 4 9 - 6    | 12 - 2 15 - 5 34 - 0 7 - 6 |                              |
| - Victoire à domicile - Match nul - Victoire à l'extérieur |                           |                            |                            |                              |

Résultats issus du site de la FFBS

## Classements
| Pl. | Équipe       | J  | V  | D  | %    |
| --- | ------------ | -- | -- | -- | ---- |
| 1   | La Rochelle  | 24 | 16 | 8  | .667 |
| 2   | Saint-Lô (P) | 23 | 13 | 10 | .565 |
| 3   | Metz (P)     | 23 | 11 | 12 | .478 |
| 4   | Chartres (R) | 24 | 7  | 17 | .292 |

| Pl. | Équipe          | J  | V  | D  | %    |
| --- | --------------- | -- | -- | -- | ---- |
| 1   | Équipe Fédérale | 24 | 18 | 6  | .750 |
| 2   | Toulouse (R)    | 24 | 16 | 8  | .667 |
| 3   | Nice (P)        | 24 | 14 | 10 | .583 |
| 4   | Évry            | 24 | 0  | 24 | .000 |

| Légende : Qualifications et relégations | Légende : Qualifications et relégations                       |
| --------------------------------------- | ------------------------------------------------------------- |
|                                         | Qualifications pour les 1/2 finales                           |
|                                         | Barrage pour la relégation en Nationale 1                     |
|                                         | (P) : Promus de la Nationale 1 (R) : Relégué de la Division 1 |

## Play-off
| Match | Date        | Recevant    | Visiteur    | Score  |
| ----- | ----------- | ----------- | ----------- | ------ |
| 1     | 2 septembre | Toulouse    | La Rochelle | 1 - 5  |
| 2     | 3 septembre | Toulouse    | La Rochelle | 2 - 10 |
| 3     | 9 septembre | La Rochelle | Toulouse    | 11 - 1 |
| 4     | -           | -           | -           | -      |
| 5     | -           | -           | -           | -      |

| Match | Date        | Recevant        | Visiteur        | Score  |
| ----- | ----------- | --------------- | --------------- | ------ |
| 1     | 2 septembre | Saint-Lô        | Équipe Fédérale | 14 - 5 |
| 2     | 3 septembre | Saint-Lô        | Équipe Fédérale | 18 - 3 |
| 3     | 9 septembre | Équipe Fédérale | Saint-Lô        | 5 - 8  |
| 4     | -           | -               | -               | -      |
| 5     | -           | -               | -               | -      |

| Match | Date         | Recevant    | Visiteur    | Score  |
| ----- | ------------ | ----------- | ----------- | ------ |
| 1     | 17 septembre | Saint-Lô    | La Rochelle | 6 - 9  |
| 2     | 17 septembre | Saint-Lô    | La Rochelle | 11 - 1 |
| 3     | 23 septembre | La Rochelle | Saint-Lô    | 5 - 3  |
| 4     | 24 septembre | La Rochelle | Saint-Lô    | 8 - 6  |
| 5     | -            | -           | -           | -      |

## Classement final
| Pl. | Équipe          |
| --- | --------------- |
| 1   | La Rochelle     |
| 2   | Saint-Lô (P)    |
| 3   | Équipe Fédérale |
| 4   | Toulouse (R)    |
| 5   | Nice (P)        |
| 6   | Metz (P)        |
| 7   | Chartres (R)    |
| 8   | Évry            |

| Légende : Qualifications et relégations | Légende : Qualifications et relégations                       |
| --------------------------------------- | ------------------------------------------------------------- |
|                                         | Barrage de montée en Division 1                               |
|                                         | Barrage de relégation en Nationale 1                          |
|                                         | (P) : Promus de la Nationale 1 (R) : Relégué de la Division 1 |